# 大观圣作之碑
大观圣作之碑也称御制学校八行八刑碑，立于北宋大观年间（公元1107年至公元1110年），碑文原文由宋徽宗亲自撰文书写（李时雍奉敕摹写刻石），因而得名“大观圣作之碑”。目前中华人民共和国境内保存有多块大观圣作之碑。

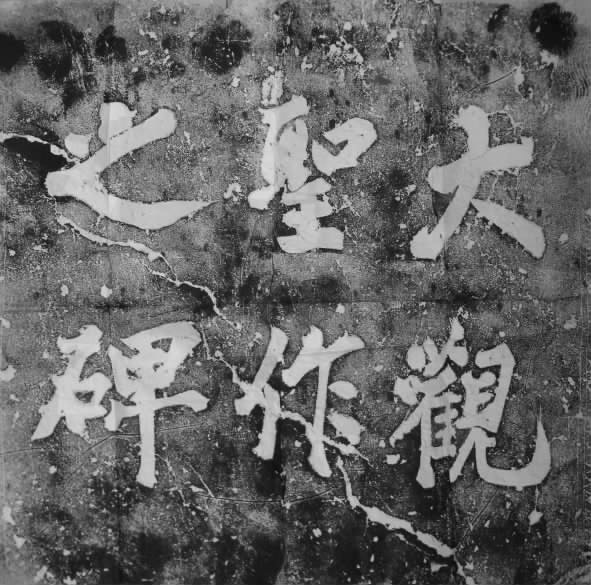
碑额，蔡京书。繁峙大观圣作之碑拓片

## 列表
- 大观圣作之碑 (赵县)，位于河北省赵县，第五批全国重点文物保护单位
- 大观圣作之碑 (平乡)，2002年出土于河北省平乡县[1]，河北省文物保护单位
- 大观圣作之碑 (繁峙)，位于山西省繁峙县，忻州市文物保护单位
- 大观圣作之碑 (运城)，位于山西省运城市盐湖区，原运城市文物保护单位
- 新乡文庙大观圣作之碑，位于河南省新乡市红旗区新乡文庙，第七批全国重点文物保护单位[2]
- 大观圣作之碑 (泰安)，位于山东省泰安市岱庙院天贶殿前[3]
- 大观圣作之碑 (西安)，位于陕西省西安市西安碑林[4]
- 大观圣作之碑 (兴平)，位于陕西省兴平市文庙内